# 特魯布里奇山
特魯布里奇山（英語：Mount Troubridge），是南極洲的山峰，位於維多利亞地的彭內爾海岸，屬於阿納雷山脈的一部分，海拔高度超過1,000米，在1841年由詹姆斯·克拉克·羅斯發現，現時由南極條約體系管理。